# Művészetpszichológia
A művészetpszichológia egy interdiszciplináris, vagyis több tudományt érintő terület, mely az észlelést, megismerést, a művészet jellegzetes stílusjegyeit és az alkotást/művet tanulmányozza. A művészet pszichológiája kapcsolatba hozható az építészeti-és a környezeti pszichológiával.
Theodor Lipps (1851-1914) müncheni kutatópszichológus munkássága fontos szerepet játszott e fogalom korai kialakulásában a 20. század első évtizedeiben. Legfontosabb eredménye, hogy az empátia teoretikus magyarázatát megalkotta, mely kulcsfontosságú lett sok későbbi művészeti pszichológiai teóriában.

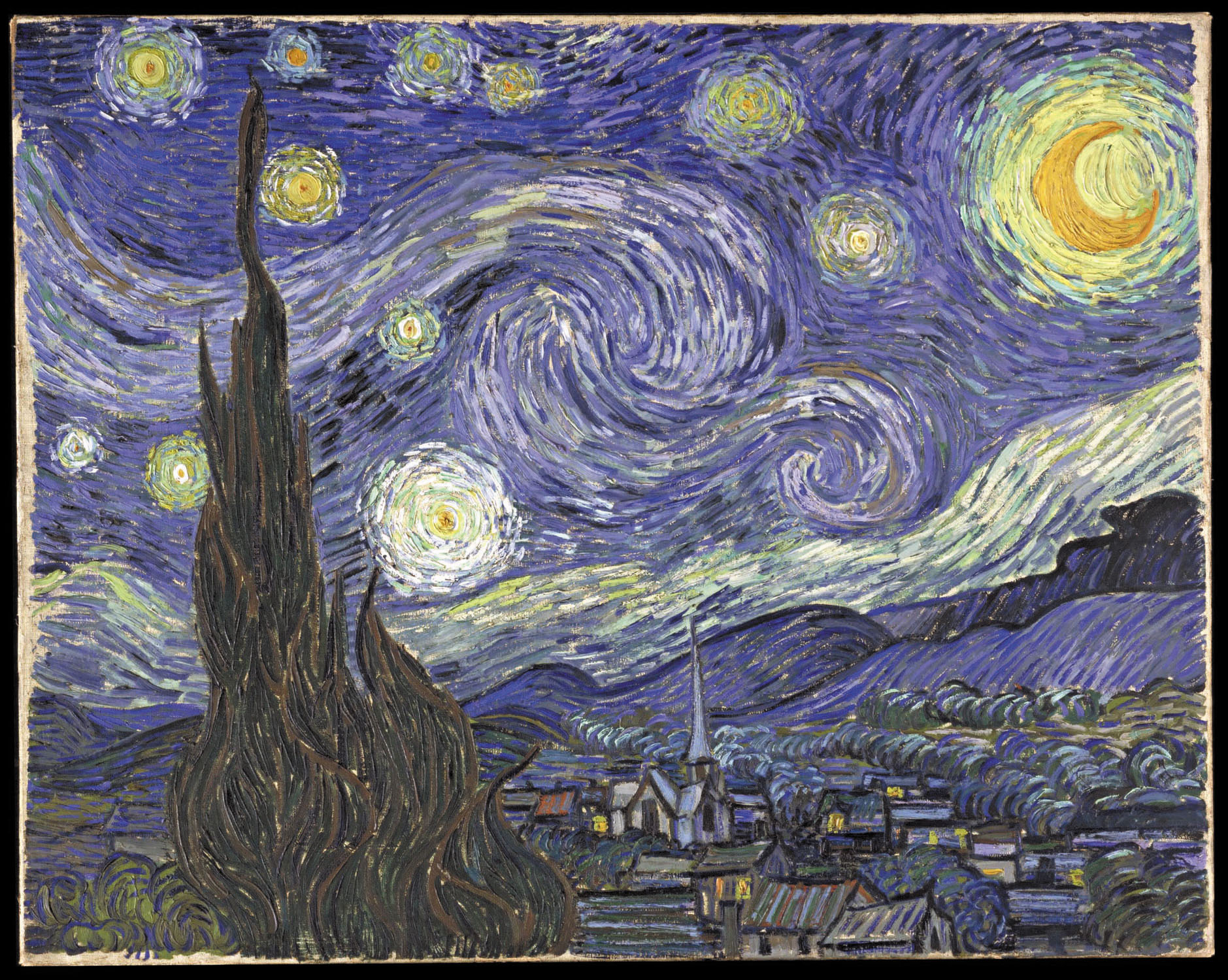
Van Gogh: Csillagos éjszaka

## Alkalmazási terület
Szűk értelemben nincs olyan tudományterület, mint művészetpszichológia, ellentétben más pszichológiai irányzatokkal, ahol sok tudományos és kutatói program létezik, az egyetemeken művészetpszichológiai program kevés van. Mindazonáltal, az irodalma ennek a tematikának igen széles körű, és a kérdéskör, melyet felvet ugyanúgy foglalkoztatja a szakpszichológusokat és másokat is, például akik a művészetről írnak, beleértve a zenét, építészetet, és azokat akik létrehoznak valamit.
Elvek, melyek útmutatóként szolgálnak a művészetpszichológiai munkában:
1. a művészet észlelés, tanulmányozhatod ezt úgy, hogy kérdéseket teszel fel az észlelésünkről
2. a művészet kulturális folytonosságra épül és megbékél ezekkel a kontinuumokkal a művészeti elemzések által
3. műalkotás létrehozása értelmes vállalkozás, és fontos terület, melynek segítségével megbékélhetünk az emberi kreativitással.

A művészeti pszichológia azzal a 19. századi filozófiaesztétikával szemben fejlődött ki, ami úgy közelítette meg a művészetet, hogy kérdéseket tett fel a népességről, metafizikáról. A legtöbb művészet-pszichológusnak a szépség kulturális és szociális értelemben is esetleges dolog. A legtöbb művészetpszichológiai ág hangsúlyozza a tudatosság elsőbbségét, de vannak olyanok, akik elfogadják a tudatalatti kérdéseit is. Általánosságban, akiket érdekel a művészet pszichológiája, azok optimisták a művészet jelentését illetően, ami távol esik Sigmund Freud felfogásától. Wolfflin, svájci művészetkritikus, egyike volt azoknak, akik integrálták a művészettörténetet a pszichológiával. Disszertációja szerint az építészetet tisztán pszichológiai megközelítésből lehet megérteni.
Másik fontos személy a művészet pszichológiájának fejlődésében Wilhelm Worringer, aki legkorábban bizonyította be az expresszionista művészetek teoretikus vonatkozását. Wilhelm mellett fontos megemlíteni korai teoretikusként Freinfelst is. Számos 20. századi művész hatása alá került ennek a pszichológiai nézetnek.

## Történet

### 1880-1950
A művészettörténet és a pszichológia egyik legkorábbi integrációja Heinrich Wölfflin (1864-1945) svájci művészeti író és történész munkásságában jelentkezett, aki az építészet pszichológiájáról írt (Zu einer Psychologie der Architektur, 1886), s azt próbálta bizonyítani, hogy az építészetet lehet értelmezni tisztán pszichológiai szempontból szemben a történeti és fejlődésbeli szemponttal. Wilhelm Worringer (1881-1965) német művészettörténész az expresszionista, majd az absztrakt művészeti irányzatok elméleti igazolását művészetpszichológiai alapról fejtette ki.

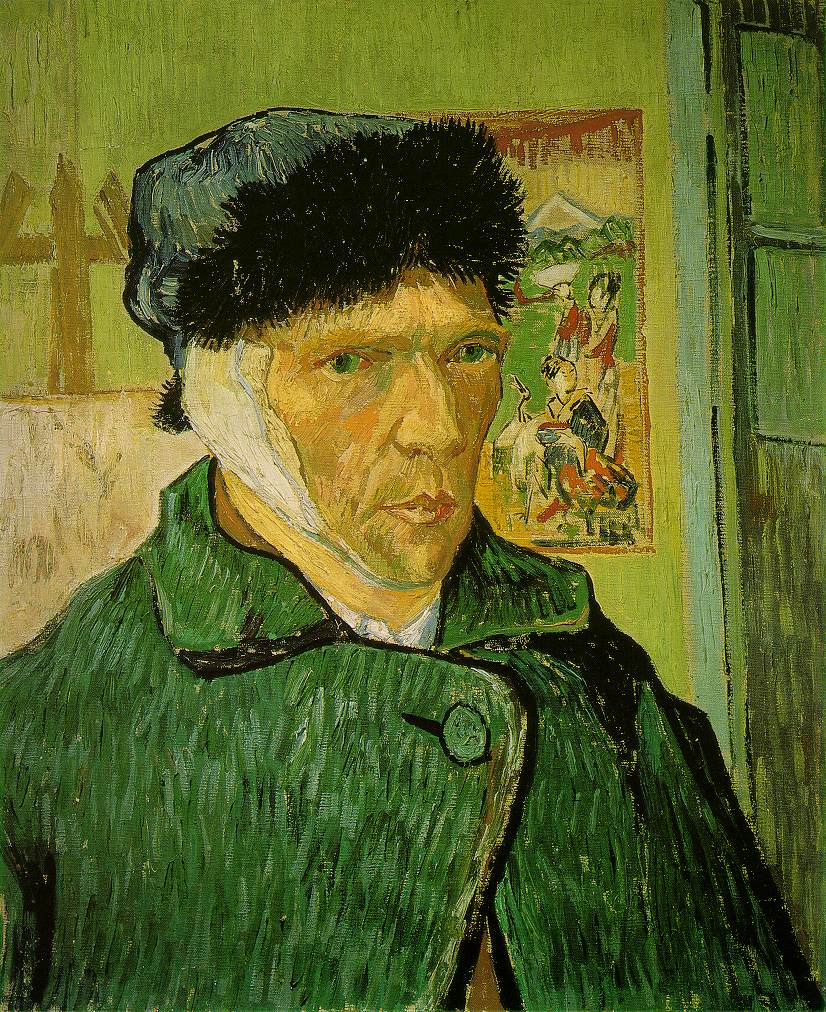
Van Gogh önarcképe levágott füllel

A 19-20. század fordulója óta a művészek, kritikusok, művészeti írók körében előtérbe került a művészeti alkotások elemzésekor a pszichológiai érv, köztük Naum Gabo, Paul Klee, Vaszilij Kandinszkij, Füst Milán, Kepes György.

### 1950-től napjainkig
Bár a tudományos megalapozása a művészetpszichológiának először Németországban jött létre, de lesznek követői Olaszországban, Angliában (Clive Bell), Franciaországban és Amerikában is. Amerikában a művészetpszichológia filozófiai előzménye erősödött meg és adott politikai értéket John Dewey munkájának. Művét, Művészet mint élmény 1934-ben publikálták, mely később az óvodák és egyetemek gyakorlati alapjául szolgált. Manuel Berham, aki a képzőművészeti oktatás vezetője az Ohio-beli állami egyetemen, egyik azon számos pedagógusnak, akire Dewey írása hatást gyakorolt, és ezt közli is Művészeti oktatás megalapozása című könyvében: a gyerekek esztétikai nevelése felkészíti őket az életre egy teljes demokráciában.
Dewey maga kulcsszerepet játszott abban is, hogy megkezdte a Barnes alapítvány programját Philadelphiában, ami azáltal vált híressé, hogy megpróbálta beépíteni a művészetet az osztálymunkába.
A művészeti pszichológia fejlődése 1950-70 között egybeesett a művészettörténet és múzeumi programok elterjedésével. Az alaklélektan népszerűsége az 1950-es években további hangsúlyt fektetett a tudományra. Kulcsfontosságú mű volt a Gestalt Therapy : Izgalmi állapot és az emberi személyiség fejlődése (1951), melyet Fritz Perls Paul, Goodman és Ralph Hefferline társszerzőkkel készített.
Rudolf Arnheim írása (született 1904) különösen hatásos volt ebben az időszakban, művét „A művészet pszichológiája felé”, 1966-ban publikálták (Kaliforniai Egyetem nyomdája). A művészetpszichológiát a személyiség karbantartása miatt tartotta fontosnak, ezeket előadásain is hangsúlyozta. A művészeti terápia tanulságait nemcsak az ego javítása érdekében igyekezett hasznosítani, hanem a piaci kommunikáció területén is, üzletek, áruk designjának megteremtése vonatkozásában.
A művészetpszichológia mellékes volt Freud pszichoanalízisében, melyet sok művészetpszichológus kritikusan fogadott. Carl Jung írásai viszont kedvező fogadtatásban részesültek a művészetpszichológiai körökben, mert optimistán ábrázolja a művészet szerepét: a személy és különösen a közösség tudatalattija elérhető a művészettel és egyéb más kulturális kifejezőeszközzel.
Az 1970-es évekre a művészetpszichológia központi szerepe hanyatlani kezdett. A művészeket jobban érdekelte a pszichoanalízis, a feminizmus és az építészet, a fenomenológiában Wittgenstein, Jean-François Lyotard és Derrida írásai. A művészet- és építésztörténészek pedig bírálták a pszichológiát, ugyanis véleményük szerint összefüggéstelen és kulturálisan naiv. Erwin Panofsky, az USA nagy hatású művészettörténésze szerint, viszont a történészeknek kevesebbet kellene foglalkozniuk azzal, ami látható, inkább arra kellene összpontosítani, hogyan gondolkodtak.
Ma azért még fontos szerepet játszik a pszichológia a művészetről szóló társalgásokban, bár főleg a művészet méltatásának területén.
A személyiség/egyéniség teoretikája iránti növekvő érdeklődés miatt – különösen Isabel és Katherine Briggs munkáját érintően – korunk teoretikusai egyre inkább keresik a kapcsolatot és összefüggéseket az egyéniség és a művészet között.
Hazánkban Halász László, az MTA Pszichológiai Kutatóintézetének nagydoktora és tudományos tanácsadója foglalkozik művészetpszichológiával, mindenekelőtt az irodalmi művek befogadásának pszichológiai vonatkozásaival.

## Művészetpszichológiai szakirodalommagyar nyelven(válogatás)[10]
- Látomás és indulat a művészetben / Füst Milán ; [a szöveggondozás Kis Pintér Imre munkája] 4. jav. kiad. Budapest : Kortárs, 1997. 492 p. : ill., kotta. ISBN 963-8464-52-6 (Első kiadás 1948)
- Flow (magyar) Az áramlat : a tökéletes élmény pszichológiája / Csíkszentmihályi Mihály ; [ford. Legéndyné Szabó Edit]. Budapest : Akad. Kiadó, 1997. 399 p. ISBN 963-05-7363-6
- Manufactured pleasures: psychological responses to design (magyar) Pszichológia és design / Ray Crozier ; [a magyar változatot szerk. ... Farkas András] ; [ford. Thuma Orsolya, Farkas András]. Budapest : Nemz. Tankvk., 2001. 162 p., XX t. : ill. ISBN 963-19-1804-1
- A freudi művészetpszichológia – Freud, az író / Halász László. Budapest : Gondolat Kiadói Kör, 2002. 255 p. ISBN 963-9450-03-0
- Art and visual perception (magyar) A vizuális élmény : az alkotó látás pszichológiája / Rudolf Arnheim ; [ford. Szili József, Tellér Gyula]. Budapest : Aldus, 2004, cop. 1979. 303 p. : ill. ISBN 963-217-283-3

## Fordítás
- Ez a szócikk részben vagy egészben  az   Art psychology című angol Wikipédia-szócikk fordításán alapul.  Az eredeti cikk szerkesztőit annak laptörténete sorolja fel. Ez a jelzés csupán a megfogalmazás eredetét és a szerzői jogokat jelzi, nem szolgál a cikkben szereplő információk forrásmegjelöléseként.

## Külső hivatkozások
- Művészetpszichológia.lap.hu Hozzáférés: 2010-12-18.
- A zeneterápia hatása a depresszióra Hozzáférés: 2016-04-25.